# 川嶋伸次
川嶋 伸次（かわしま しんじ、1966年6月4日 - ）は、日本の元陸上競技・マラソン選手。現在は主に指導者として活動中。旭化成陸上部コーチ。2000年シドニー五輪男子マラソン日本代表で、元東洋大学陸上競技部監督（2002年1月 - 2008年12月）。埼玉県出身。埼玉県立飯能高等学校、日本体育大学卒業。柔道二段を持つ。

## 来歴

### 現役時代
1982年4月、埼玉県立飯能高等学校に入学。飯能高校の1学年上に、高1で横浜インターハイ5000m 5位、高2で鹿児島インターハイ5000m 優勝、高3で名古屋インターハイ5000m 2位とインターハイ5000mで3年連続入賞した牧野典彰（飯能高校⇒明治大学⇒旭化成）が存在した。
高3時の秋田インターハイ1500mで2位に入賞（そのとき優勝したのは「怪物」と言われた1年生の和田仁志（長野・伊那北））。高3時の5000mベスト、14分27秒6は1984年の全国高校5000mランキング1位だった。
1985年4月、日本体育大学に進学。トラックでは3000mSC、駅伝では箱根駅伝復路6区の山下りで区間賞（1989年）を取るなど同大学の躍進に貢献した。
1989年、旭化成陸上部に入部。宗茂監督のもと実業団選手として大きく飛躍し「ミスター駅伝」の異名を持ったが、マラソンでは伸び悩む。一度は地元の指導者への道も考え、現実に城西大学女子駅伝部からオファーが来ていたが、引退レースと決めた1993年福岡国際マラソンで2時間10分41秒で自己記録を更新し日本人トップでゴールし広島アジア大会男子マラソン代表候補となった事で現役続行を決意する。1996年2月の東京国際マラソンでは2時間10分41秒の自己ベストタイのタイムで6位でゴールするも、同年8月開催のアトランタオリンピック男子マラソン代表へは、補欠に留まった。
2000年には、同年3月のびわ湖毎日マラソンで2時間9分4秒の自己ベスト、日本人トップの2位となり、同年10月開催のシドニーオリンピック男子マラソン代表の座を得て、念願の五輪代表となった。シドニー五輪本番では、メダル・入賞争いには殆ど絡む事が出来ず、ゴールタイムは2時間17分21秒で順位は21位に終わったものの、日本男子3選手の中ではトップであった（佐藤信之は41位、犬伏孝行は途中棄権）。翌2001年に現役引退（なお引退後の現在も一般市民ランナーとしてレースに出場中）。

### 指導者時代
2002年1月からは旭化成から東洋大学に出向の形で東洋大学陸上競技部の監督として、後進の指導にあたった。当時東洋大学は箱根駅伝出場を2年連続で逃すという危機的状況にあった。その中で当時のキャプテンである岩田豪を交代させ（これは岩田の性格を面倒見が良すぎると判断し、最後の年ぐらい競技に集中させてやりたいという配慮だった。岩田は、その年3年ぶりに復活した箱根路のアンカーで区間2位の好走で5人抜きを演じ、21年振りの6位の立役者となった）、3年生だった久保田満をキャプテンに指名するなど大胆な改革を行い、チームを再び箱根駅伝出場に導いた。
2004年の第80回箱根駅伝では、久保田と共にチームのエースとなった三行幸一が2区で東洋大として59回大会以来21年ぶりの区間賞を獲得し、大学史上初めて戸塚中継所を1位通過するなど、19年ぶりとなる2年連続シード権を獲得した。
2007年の第83回箱根駅伝では、東洋大学を実に38年振りの5位に押し上げた。その後も優勝を目指し、学生選手と一緒に練習をしていた。陸上競技マガジンの中で早田俊幸とのマラソンについての対談が連載されている。盲人マラソンで伴走を務める活動も行っている。
2008年12月1日朝、東洋大2年生の陸上部員（長距離駅伝部員）が、電車内で痴漢をしたとして現行犯逮捕された。この不祥事の事件を受け、12月3日付で部長の川野祐司と共に引責辞任した。翌月行われた2009年の第85回箱根駅伝では、前監督の佐藤尚コーチが監督代行として指揮を執り、東洋大学が初優勝を果たした。
2009年3月、川嶋の後任として、東洋大OBで佐藤の監督時代の選手である酒井俊幸（元コニカ→コニカミノルタ）が監督になることが決まり、川嶋は旭化成に戻って一般業務につくことになった。その傍ら、リスタートランニングクラブのアドバイザーも兼任し、東洋大監督時代と同様に各種講演会やマラソンへのゲストランナーとして活動している。また週末には創価大学陸上競技駅伝部の指導も行っている。同年8月、現役時代や東洋大学監督就任、優勝目前の不祥事による引責辞任、辞任後の動きなどを綴った著書を発行している。その後、旭化成陸上部にコーチとして復帰していたが2024年3月末で退任。
2024年2月20日に創価大学陸上競技部駅伝部公式サイトで2024年4月1日付けで、創価大学陸上競技部駅伝部の総監督に就任する旨が発表された。監督である榎木和貴とは旭化成時代に同僚であった。

## マラソン成績
- 1, 途中棄権　　　　　　　　90防府読売
- 2, 2時間17分58秒　　優勝　91延岡西日本
- 3, 2時間14分01秒　　優勝　91ゴールドコースト
- 4, 2時間14分45秒 　 10位　92別府大分毎日
- 5, 2時間14分22秒 　　3位　92びわ湖毎日
- 6, 途中棄権　　　　　　　　92福岡国際
- 7, 2時間20分31秒　  42位　93びわ湖毎日
- 8, 2時間10分41秒　　 5位　93福岡国際
- 9, 2時間20分55秒 　　4位　94上尾
- 10, 2時間11分53秒　　4位　94毎日（広島開催）
- 11, 途中棄権　　   　　　　94札幌
- 12, 2時間12分17秒　　9位　95東京国際
- 13, 2時間13分44秒　 14位　95福岡国際（アトランタ五輪選考会）
- 14, 2時間10分41秒　　6位　96東京国際（アトランタ五輪選考会）
- 15, 2時間17分28秒　　4位　96札幌
- 16, 2時間11分13秒　　3位　97東京国際
- 17, 2時間22分33秒　 25位　97アテネ世界陸上
- 18, 2時間15分13秒　 10位　98東京国際
- 19, 2時間10分07秒　　8位　98シカゴ
- 20, 2時間13分38秒　　2位　99長野
- 21, 2時間09分04秒　　2位　00びわ湖毎日（シドニー五輪選考会）（生涯自己記録）
- 22, 2時間17分16秒　　3位　00シドニー
- 23, 2時間17分21秒　 21位　00シドニー五輪（日本人最上位）
- 24, 2時間10分36秒　　3位　01別府大分毎日
- 25, 2時間23分15秒　 10位　01札幌
- 26, 2時間19分25秒　　5位　01ホノルル
- 27, 2時間17分59秒　  3位　02泉大津
- 28, 2時間17分18秒　　9位　04札幌
- 29, 2時間28分54秒　　5位　04大田原
- 30, 2時間18分14秒　　8位　05延岡西日本

## 著作
- 『DVDマラソン アスリートの走り方を目指す』（池田書店、2005/11、ISBN 978-4262162980）
- 『レースの「流れにのる」長距離トレーニング 継続して力をつけるための練習方法』（指導・解説：川嶋伸次、実技：東洋大学陸上競技部、ジャパンライム、2008/10、DVD）
- 『監督 挫折と栄光の箱根駅伝』（バジリコ (出版社)、2009/8、ISBN 978-4862381385）